# キンコー醤油
キンコー醤油株式会社（キンコーしょうゆ）は、鹿児島県鹿児島市に本社を置く日本の調味料メーカーである。1971年（昭和46年）、鹿児島の中小醤油メーカー2社の出資により設立。社名の「キンコー」は錦江湾（きんこうわん）に因む。

## 沿革
- 1887年（明治20年）5月 枝元醸造株式会社（マルエダ醤油）創業
- 1907年（明治40年）3月 合名会社占部商店（ヤママタ醤油）創業
- 1971年（昭和46年）7月 枝元醸造、占部商店の出資によりキンコー醤油株式会社を設立
- 1972年（昭和47年）6月 新工場竣工、操業開始

## 主な商品

### 醤油
- 本むらさき
- 心から甘口
- 心から淡口
- かんろ
- 本醸造薩摩甘口醤油
- 三年もろみ
- 丸大豆甘口
- 花紫
- うす塩

### 味噌
- 蔵づくり
- おはら麦みそ
- 心からあわせ
- 心から赤みそ
- 田舎みそ
- 茶うけみそ

### その他調味料
- 黒豚みそ
- ぽん酢醤油
- 三杯酢
- すし酢
- めんつゆ
- 焼肉のたれ
- 丼のたれ
- 酢みそ
- 白だし